# Vinko Kandija
Vinko Kandija (Trogir, 23. svibnja 1934. – Beč, 10. ožujka 2002.), bio je hrvatski rukometni trener.
Suosnivačem je rukometnog kluba Trogir. Najveći dio trenerske karijere proveo je u beogradskom Radničkom, s kojim je osvojio osam naslova prvaka, tri kupa i Kup europskih prvakinja 1976. i 1980. godine. 
Njegov rad su priznali na saveznoj razini, davši mu mjesto trenera jugoslavenske ženske reprezentacije koju je vodio od 1974. do 1979. godine, naslijedivši hrvatskog stručnjaka Vilima Tičića. 1975. i 1978. je na SP-ima osvojio peto mjesto.
Nakon toga se je vratio u klupski rukomet. Vodio je crnogorski klub Budućnost i austrijsku Hypobanku iz Beča. U Austriji se je opet vratio u reprezentativni rukomet, treniravši austrijsku žensku reprezentaciju. S Austrijom je sudjelovao na OI 2000. godine, s kojom je osvojio 5. mjesto. Završivši svoj mandat u Austriji, otišao je u Sloveniju voditi rukometašice Krima.